# Niceforo Tarcaniota
Niceforo Tarcaniota (in greco Νικηφόρος Ταρχανειώτης?, Nikephoros Tarchaneiotes; fl. XIII secolo) è stato un generale e nobile bizantino.

## Biografia
Niceforo Tarcaniota era un esponente della famiglia Tarcaniota, membro di spicco dell'aristocrazia militare bizantina dalla fine del X secolo. Niceforo appare per la prima volta nel regno di Giovanni III Vatatze (r. 1221-1254), che lo nominò suo Epi tēs trapezēs e nel 1237 gli affidò il comando della fortezza di Tzouroulos in Tracia, recentemente conquistata e strategicamente importante. Da questa posizione, Tarcaniota difese con successo la fortezza contro un assalto combinato latino-bulgaro nello stesso anno. Tarcaniota successivamente accompagnò poi l'imperatore nella campagna (nel 1241) che portò alla conquista della città di Tessalonica. Considerato, secondo Giorgio Acropolita, un abile generale, nel 1252 fu nominato Grande domestico dell'esercito, succedendo al defunto suocero Andronico Paleologo. In questa veste partecipò all'ultima campagna di Vatatze, nel 1252-1253, contro il Despotato d'Epiro.
Tarcaniota rimase Grande domestico nella prima parte del regno di Teodoro II Lascaris (1254-1258), quando la carica fu conferita ai favoriti del nuovo imperatore, i fratelli Andronico e Giorgio Muzalon. Essendo imparentato con i Essendo imparentato con i Paleologi per matrimonio, sostenne l'ascesa al trono del cognato Michele VIII Paleologo (1259-1282). Fu ricompensato con la restaurazione al grado di Grande domestico (intorno al 1260), mentre anche i suoi figli ricevettero alte cariche statali. Dato che la sua seconda moglie si fece suora verso il 1266, è possibile che sia morto prima di quella data.

## Matrimoni e discendenza
Tarcaniota si sposò due volte, prima con una figlia del Prōtostratōr Andronico Ducas Apreno e poi con Maria-Marta Paleologa, sorella maggiore di Michele VIII Paleologo.
Dal secondo matrimonio ha avuto quattro figli:
- Teodora Tarcaniota, che sposò Basilio Caballario e successivamente il mega stratopedarchēs Baladionite. In seguito si fece suora con il nome di Teodosia.
- Michele Tarcaniota, protovestiario e noto generale. Ottenne un'importante vittoria contro gli Angioini nell'assedio di Berat (1280-1281) e morì nel 1283/1284 per una grave malattia durante la campagna[8].
- Andronico Tarcaniota, megas konostaulos e governatore di Adrianopoli. Disertò il suocero Giovanni I Ducas di Tessaglia[9].
- Giovanni Tarcaniota, generale in Asia Minore contro i Turchi[10].